# Pat Metheny
Pat Metheny, all'anagrafe Patrick Bruce Metheny (Lee's Summit, 12 agosto 1954), è un chitarrista e compositore statunitense.
Tra i più famosi e apprezzati chitarristi jazz in attività, è il fondatore, nonché leader, del Pat Metheny Group.

## Biografia
Originario del piccolo paese di Lee's Summit, nel Midwest, inizia da bambino a suonare la tromba, ma a 12 anni passa alla chitarra ispirato dal successo dei Beatles. Il suo eccezionale talento lo porta a diventare, ancora adolescente, insegnante all'Università di Miami e al Berklee College of Music di Boston. La sua prima collaborazione di rilievo è quella col vibrafonista Gary Burton, nel cui gruppo suona dal 1974 al 1977. Nel 1976 arriva il debutto come leader, l'album in trio Bright Size Life, con Jaco Pastorius al basso elettrico e Bob Moses alla batteria: già da questo primo lavoro è evidente il personale stile chitarristico di Metheny, caratterizzato dal suono ovattato, il fraseggio asimmetrico e la grande efficienza tecnica. Anche il repertorio proposto, quasi interamente originale, presenta il lirismo e la vena folk che diventeranno la firma di Metheny in veste di compositore. Due anni dopo, nel 1978, pubblica il primo disco del Pat Metheny Group (dal titolo omonimo), che segna inoltre l'inizio del sodalizio con il pianista Lyle Mays.
Nel corso della sua prolifica carriera, Metheny ha vinto 3 dischi d'oro e 20 Grammy Award. È l'unico artista ad aver vinto 20 Grammy in 10 differenti categorie.

## Il Pat Metheny Group
Insieme al tastierista Lyle Mays, Metheny ha fondato il Pat Metheny Group nel 1976. Il gruppo ha sviluppato negli anni uno stile decisamente riconoscibile, fatto di dense orchestrazioni spesso unite al contrappunto classico e molto ibridato dalla world music, in special modo quella sudamericana e Mediterranea.

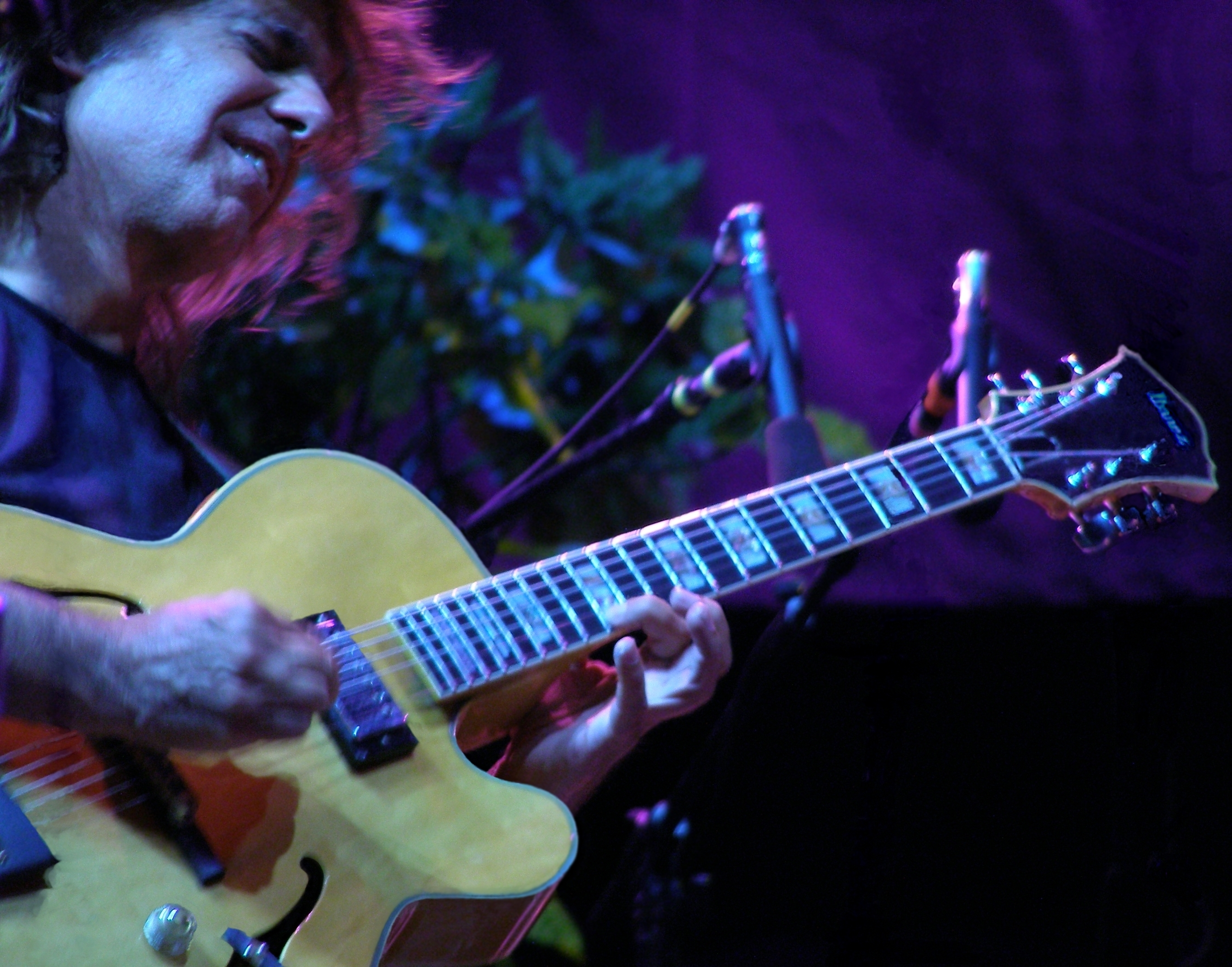
Pat Metheny al Milano Jazzin' Festival

Metheny si occupa delle melodie, Mays delle complesse armonie. Frequente è il ricorso ai tempi composti: fra i più particolari si ricordano l'inizio del pezzo First Circle (1984), che adotta un battito di mani in 22/8, oppure "5-5-7" (1989) che alterna la successione di tempi dispari che dà anche il titolo alla composizione.
Nel 1981 si unì al gruppo il bassista Steve Rodby. Con il batterista Paul Wertico e il vocalist polistrumentista argentino Pedro Aznar si è raggiunta la più alta espressione del PMG.
Al gruppo si sono affiancati negli anni successivi altri artisti, la cui collaborazione è rimasta limitata a pochi dischi, rendendo la formazione del gruppo abbastanza fluida: degna di nota è la partecipazione di Richard Bona, poliedrico bassista di origini africane, nella registrazione dell'album Speaking of Now (2002) e del successivo Live (2003).

## Stile chitarristico
Nel corso degli anni Pat Metheny è stato anche tra i primi chitarristi a capire le potenzialità del Synth per chitarra (Roland Gr 808) cambiando radicalmente ed esplorando nuovi orizzonti nei suoni per chitarra, ad esempio cercando di imitare anche il suono delle trombe. Utilizzerà anche il Danelectro Coral sitar guitar nel celebre brano Last Train Home e "Minuano Six eight" dell'anno 1987, oppure nel celebre brano Are You Going with Me dove Metheny si dilunga in un lunghissimo assolo di synth.

## Vita privata
Metheny vive a New York con la moglie Latifa. La coppia ha tre figli. In precedenza l'artista era stato sentimentalmente legato a Sonia Braga.

## Discografia parziale

### Pat Metheny
- 1976 – Bright Size Life (ECM Records, ECM 1073)
- 1977 – Watercolors (ECM Records, ECM 1097)
- 1979 – New Chautauqua (ECM Records, ECM 1131)
- 1980 – 80/81 (ECM Records, ECM-2-1180) 2 LP – a nome Pat Metheny, Charlie Haden, Jack DeJohnette, Dewey Redman, Mike Brecker
- 1992 – Secret Story (Geffen Records, GEFD-24468)
- 1994 – Zero Tolerance for Silence (DGC Records, DGCD(99998)
- 2003 – One Quiet Night (Warner Bros. Records, 9 48473-2)
- 2010 – Orchestrion (Nonesuch Records, 516668-2)
- 2011 – What's It All About (Nonesuch Records, 527912-2)
- 2013 – The Orchestrion Project (Nonesuch Records, 531821-2)
- 2020 – From This Place (Warner Music)
- 2021 – Road To The Sun (BMG)
- 2021 – Side–Eye NYC (V1.IV) (BMG)
- 2023 – Dream Box (BMG)
- 2024 – MoonDial (BMG)

### Pat Metheny Group
- 1978 – Pat Metheny Group (ECM Records, ECM-1-1114)
- 1979 – American Garage (ECM Records, ECM-1-1155)
- 1982 – Offramp (ECM Records, ECM-1–1216)
- 1983 – Travels (ECM Records, ECM-1-23791) 2 LP – live
- 1984 – First Circle (ECM Records, ECM 1278)
- 1987 – Still Life (Talking) (Geffen Records, GHS 24145)
- 1989 – Letter from Home (Geffen Records, GHS 24245)
- 1993 – The Road to You (Geffen Records, GEFD-24601) – live
- 1995 – We Live Here (Geffen Records, GEFD-24729)
- 1996 – Quartet (Geffen Records, GEFD-24978)
- 1997 – Imaginary Day (Warner Bros. Records, 9 46821-2)
- 2002 – Speaking of Now (Warner Bros. Records, 9 48025-2)
- 2005 – The Way Up (Nonesuch Records, 79876-2)

### Pat Metheny Trio
- 2000 – Trio 99 → 00 (Warner Bros. Records, 9 47632-2) a nome Pat Metheny w / Larry Grenadier & Bill Stewart
- 2000 – Trio → Live (Warner Bros. Records, PRO-CD-100428) a nome Pat Metheny

### Colonne sonore
- 1985 – The Falcon and the Snowman (EMI America Records, SV-17150) colonna sonora,
- 1996 – Passaggio per il paradiso (MCA Music Entertainment, GED-77007) colonna sonora, a nome Pat Metheny
- 1999 – A Map of the World (Warner Bros. Records, 9 47366-2) colonna sonora, a nome Pat Metheny

### Collaborazioni in duo
- 1981 – As Falls Wichita, So Falls Wichita Falls (ECM Records, ECM-1-1190) a nome Pat Metheny & Lyle Mays
- 1986 – Song X (Geffen Records, GHS 24096) a nome Pat Metheny / Ornette Coleman
- 1994 – I Can See Your House from Here (Blue Note Records, CDP 7243 8 27765 2 9) a nome John Scofield & Pat Metheny
- 1997 – Beyond the Missouri Sky (Short Stories) (Verve Records, 314 537 130-2) a nome Charlie Haden & Pat Metheny
- 1999 – Jim Hall & Pat Metheny (Telarc Records, CD-83442) a nome Jim Hall & Pat Metheny
- 2008 – Upojenie (Nonesuch Records, 511496-2) a nome Anna Maria Jopek & Pat Metheny
- 2013 – Tap: Book of Angels Volume 20 (Nonesuch Records, 535352-1) a nome John Zorn – Pat Metheny
- 2016 – Cường Vũ Trio Meets Pat Metheny (Nonesuch Records, 554650-2) a nome Cường Vũ Trio meets Pat Metheny

### Collaborazioni in trio
- 1984 – Rejoicing (ECM Records, ECM 1271) a nome Pat Metheny w/ Charlie Haden & Billy Higgins
- 1990 – Question and Answer (Geffen Records, 9 24293-2) a nome Pat Metheny, Dave Holland, Roy Haynes
- 2008 – Day Trip (Nonesuch Records, 376828-2) a nome Pat Metheny w/ Christian McBride & Antonio Sánchez
- 2008 – Tokyo Day Trip (Nonesuch Records, 467580-2) Live, EP, a nome Pat Metheny w/ Christian McBride & Antonio Sánchez
- 2021 – Side-Eye NYC (V1.IV), (James Francies (org.), Eric Harland (batt.)

### Con Gary Burton
- 1998 – Like Minds (Concord Records, CCD-4803-2) a nome Burton – Corea – Metheny – Haynes – Holland
- 2009 – Quartet Live (Concord Jazz Records, CJA-31303-02) a nome Gary Burton, Pat Metheny, Steve Swallow, Antonio Sánchez

### Con Brad Mehldau
- 2006 – Metheny/Mehldau (Nonesuch Records, 79964-2) a nome Metheny & Mehldau
- 2007 – Metheny/Mehldau Quartet (Nonesuch Records, 79994-2) a nome Metheny & Mehldau

### Pat Metheny Unity Band/Group
- 2012 – Unity Band (Nonesuch Records, 531257-2) a nome Pat Metheny Unity Band
- 2014 – KIN (←→) (Nonesuch Records, 536354-2) a nome Pat Metheny Unity Group
- 2016 – The Unity Sessions (Nonesuch Records, 554569-2) a nome Pat Metheny

## Riconoscimenti
Pat Metheny ha ricevuto 20 Grammy Awards:
1. Best Jazz Fusion Performance, Vocal Or Instrumental Offramp - 1983
2. Best Jazz Fusion Performance, Vocal Or Instrumental Travels - 1984
3. Best Jazz Fusion Performance, Vocal Or Instrumental First Circle - 1985
4. Best Jazz Fusion Performance, Vocal Or Instrumental Still Life (Talking) - 1988
5. Best Jazz Fusion Performance Letter From Home - 1990
6. Best Instrumental Composition Change of Heart - 1991
7. Best Contemporary Jazz Performance (Instrumental) Secret Story - 1993
8. Best Contemporary Jazz Performance (Instrumental) The Road to You - 1994
9. Best Contemporary Jazz Performance We Live Here - 1996
10. Best Jazz Instrumental Performance, Individual Or Group (Beyond The) Missouri Sky - 1998
11. Best Contemporary Jazz Performance Imaginary Day - 1999
12. Best Rock Instrumental Performance The Roots of Coincidence - 1999
13. Best Jazz Instrumental Performance, Individual or Group Like Minds - 2000
14. Best Jazz Instrumental Solo (Go) Get It - 2001
15. Best Contemporary Jazz Album Speaking of Now - 2003
16. Best New Age Album One Quiet Night - 2004
17. Best Contemporary Jazz Album The Way Up - 2006
18. Best Jazz Instrumental Album Pilgrimage - 2008
19. Best New Age Album - What's It All About - 2012
20. Best Jazz Instrumental Album - Unity Band - 2013